# Omo-mensen

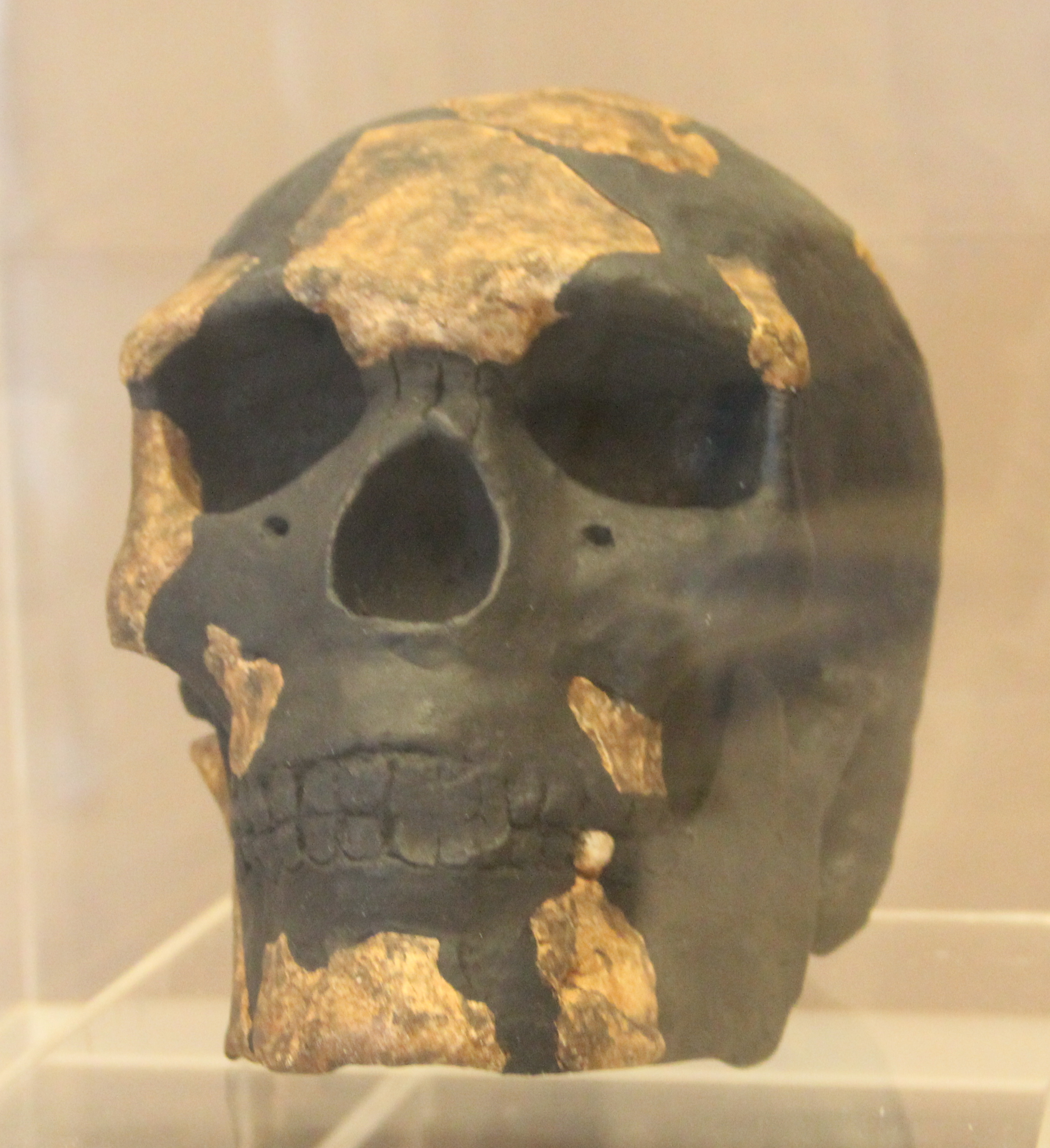
Omo I-schedel

De Omo-mensen zijn een verzameling fossielen van vroege mensen die tussen 1967 en 1974 zijn ontdekt op de vindplaatsen Omo Kibish nabij de Omo-rivier, in het Omo National Park in het zuidwesten van Ethiopië. De beenderen werden geborgen door een wetenschappelijk team van het Kenya National Museum onder leiding van Richard Leakey en anderen. De overblijfselen van de Kamoya Hominid Site (KHS) van werden Omo I genoemd en die van de Paul I. Abell Hominid Site (PHS) werden Omo II genoemd. 

## Fossielen
De gevonden botten omvatten twee gedeeltelijke schedels, vier kaken, een scheenbeen, ongeveer tweehonderd tanden en verschillende andere gefossiliseerde delen. Alle individuen van zowel Omo I en Omo II worden geclassificeerd als anatomisch moderne mensen (Homo sapiens), maar ze verschillen van elkaar in morfologische kenmerken. De fossielen van Omo I tonen modernere kenmerken, terwijl studies van de postcraniale resten van Omo II over het algemeen wijzen op een moderne menselijke morfologie met enkele primitieve kenmerken. De fossielen werden gevonden in een laag tufsteen, tussen een lagere, oudere geologische laag genaamd Member I en een hogere, nieuwere laag genaamd Member III. De fossielen van Omo I en Omo II zijn afkomstig van vergelijkbare stratigrafische niveaus boven Member I. 
Vanwege de zeer beperkte fauna en de weinige stenen werktuigen die werden gevonden op de locaties waar de oorspronkelijke Omo-resten werden ontdekt, was de herkomst en de geschatte leeftijd van de Kibish-mensen onzeker. In 2008 werden er nieuwe resten ontdekt op Awoke's Hominid Site (AHS). De tibia en fibula van het AHS-fossiel werden opgegraven uit Member I, dezelfde laag waaruit de andere Omo-resten afkomstig zijn. 

## Datering
Ongeveer 30 jaar na de oorspronkelijke vondsten werd een gedetailleerde stratigrafische analyse van het gebied rond de fossielen uitgevoerd. De Member I-laag werd argon-gedateerd op 195.000 BP, en de (hogere laag) Member III werd gedateerd op 105.000 BP. Talrijke recente stenen artefacten bevestigen de gereedschapstechnologie van Member I en III als behorend tot de Middle Stone Age. 
De onderste laag, Member I, onder de fossielen is aanzienlijk ouder dan de 160.000 jaar oude Herto Bouri-resten die worden aangeduid als Homo sapiens idaltu. De regenachtige omstandigheden destijds, die bekend zijn uit radiometrische dateringen van de Kibish-formatie die overeenkomen met de ouderdommen van mediterrane sapropelen, duiden op een toegenomen stroming van de Nijl en dus ook op een toegenomen stroming van de Omo. Maar het klimaat veranderde zodanig dat de omstandigheden rond 185.000 BP zo droog waren dat er geen druipstenen konden groeien in de grotten in de Levantijnse landbrugregio, de cruciale toegangsweg voor de migratie naar Eurazië. 
In 2004 werden de geologische lagen rond de fossielen gedateerd, waarbij de leeftijd van de "Kibish-hominiden" werd geschat op 195± 5 ka [duizend jaar geleden]. Gedurende enige tijd waren dit de oudst bekende fossielen die als H. sapiens werden geclassificeerd (de Florisbad-schedel is ouder, maar de classificatie ervan als H. sapiens werd toen betwist). Met de datering van Djebel Irhoud 1–5 tot vóór 250 ka (315 ± 34 ka, en 286± 32 ka) in 2017, evenals de classificatie van de Florisbad-schedel als H. sapiens, is dit niet langer het geval. 
In 2022 vond een onderzoek van Vidal et al. een eerdere leeftijd voor de Omo-fossielen dan eerder gerapporteerd, waardoor de aan hen toegekende datum werd herzien tot een minimumdatum van ongeveer 233.000 jaar oud. 